# 1632 w sztukach plastycznych
Wydarzenia w sztukach plastycznych i wizualnych w 1632 roku.

## Malarstwo

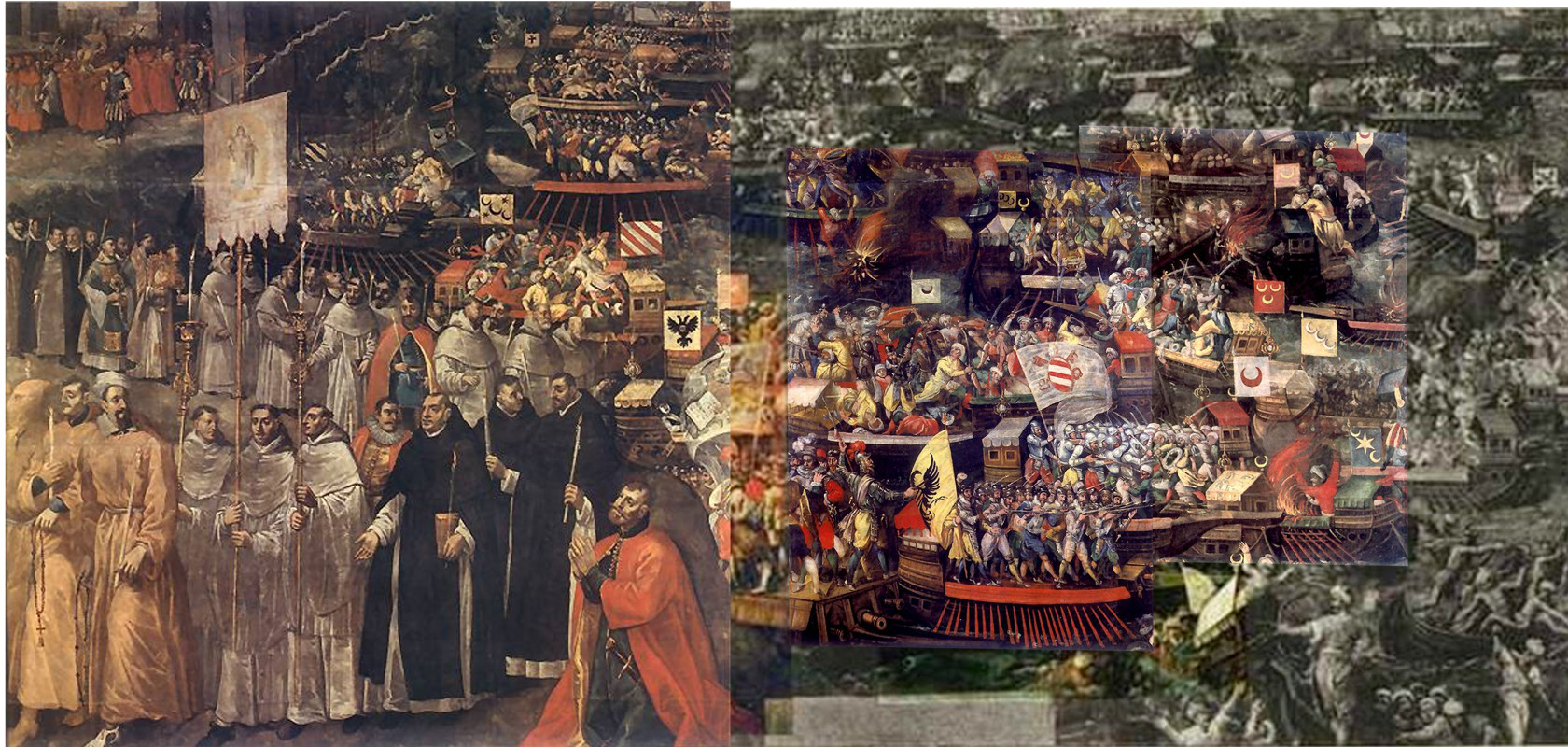
Tomasz Dolabella Bitwa pod Lepanto

- Tomasz Dolabella

Bitwa pod Lepanto olej na płótnie, 305x651 cm
- Gijsbert de Hondecoeter

Zwierzęta na podwórzu
- Rembrandt

Jacob de Gheyn III
Uczony w pokoju z krętą klatką schodową
Lekcja anatomii doktora Tulpa
Porwanie Europy
- Diego Velázquez

Chrystus ukrzyżowany